# Algis Kalėda
Algis Kalėda (ur. 2 października 1952 w miejscowości Mašnyčios, zm. 11 maja 2017 w Wilnie) – litewski literaturoznawca, lituanista i polonista.

## Życiorys
W 1972 r. ukończył studia lituanistyczne w Wilnie, w 1977 r. studia polonistyczne na Uniwersytecie Jagiellońskim. Od 1977 r. pracował w Instytucie Języka i Literatury Litewskiej Akademii Nauk, przemianowanym w 1990 r. na Instytut Literatury Litewskiej i Folkloru, był jego dyrektorem w latach 2001–2007. Równocześnie w latach 1982–1994 pracował w Wileńskim Instytucie Pedagogicznym, w latach 1991–1993 wykładał na Uniwersytecie Warszawskim, od 1993 do 2007 kierował Katedrą Filologii Polskiej (od 2007 Centrum Polonistycznym) na Uniwersytecie Wileńskim.
W 1984 r. obronił pracę doktorską poświęconą komizmowi, ironii i satyrze w litewskiej literaturze współczesnej. W 1996 r. habilitował się na podstawie pracy Aspekty struktury powieści. Zagadnienia komunikacji literackiej, w 1999 r. otrzymał tytuł profesora.
Zajmował się literaturą litewską XIX wieku, teorią literatury oraz literaturą polską XIX i XX wieku. Był autorem książek: po litewsku – Adomas Mickevičius. Literatūros mokslas ir kritika (1985), Mitų ir poezijos žemė. Lietuva lenkų literatūroje (2011), Ieškant poetinės Vilniaus tapatybės (2016 – w trzech językach, także po polsku i angielsku), Kornelijaus Platelio kūrybos kontekstai: arba tarp Dioniso ir Apolono. Monografija (2016), po polsku – Powojenna literatura litewska. Drogą strat i nadziei (1998), Dzieje literatury litewskiej (tom 2, 2003) Od M do M. Szkice o literaturze polskiej i litewskiej (2005). Tłumaczył na litewski utwory Adama Mickiewicza, Czesława Miłosza, Wisławy Szymborskiej, Tadeusza Konwickiego, Sławomira Mrożka, Stanisława Lema, Witolda Gombrowicza i Bruno Schulza. Był także współautorem słownika litewsko-polskiego Lietuvių – lenkų kalbų žodynas (1991 – z Barbarą Kalėdą i Marią Niedźwiecką).
W 1998 r. został odznaczony Krzyżem Kawalerskim, a w 1999 r. Krzyżem Oficerskim Orderu Zasługi Rzeczypospolitej Polskiej. W 2014 r. otrzymał Nagrodę Polonicum.